# Karapa
Karapa är en ort i Indien.   Den ligger i distriktet East Godāvari och delstaten Andhra Pradesh, i den sydöstra delen av landet, 1 400 km söder om huvudstaden New Delhi. Karapa ligger 8 meter över havet och antalet invånare är 6 593.
Terrängen runt Karapa är mycket platt. Runt Karapa är det tätbefolkat, med 266 invånare per kvadratkilometer. Närmaste större samhälle är Kakinada, 10,1 km nordost om Karapa. Trakten runt Karapa består till största delen av jordbruksmark.